# Dinatriumhydrogenarsenat
Dinatriumhydrogenarsenat ist eine anorganische chemische Verbindung des Natriums aus der Gruppe der Arsenate.

## Gewinnung und Darstellung
Dinatriumhydrogenarsenat kann durch Erwärmung von Natriumdihydrogenarsenat über 50 °C gewonnen werden. Diese geht über die Stufen Dinatriumhydrogenarsenat NaH2AsO4 → Na2HAsO4 → Na2H2As2O7 → Na3H2As3O10 schließlich oberhalb 230 °C in polymeres Natriummetaarsenat NaAsO3 über. Die Entwässerungsprodukte reagieren mit Wasserdampf, wobei durch Hydratation rückläufig die gleichen Stufen wie bei der Entwässerung nachgewiesen werden können.

## Eigenschaften
Dinatriumhydrogenarsenat ist ein weißer Feststoff. Er zersetzt sich bei Erhitzung über 90 °C. Das Heptahydrat und Dodecahydrat haben eine monokline Kristallstruktur.

## Verwendung
Dinatriumhydrogenarsenat-Heptahydrat kann als Referenz für die Quantifizierung von Arsenverbindungen in Reis- und Meeresfrüchte-basierten Proben mittels Ionenchromatographie-ICP-MS verwendet werden. Natriumhydrogenarsenat-Heptahydrat wird als Quelle für lösliches Arsen und beim Färben und Drucken mit Türkischrotöl verwendet. Es dient auch als Tierarzneimittel gegen Parasiten, Hauterkrankungen, Blutkrankheiten, Rheuma und Asthma.